# I corsari delle Bermude
I corsari delle Bermude è un romanzo d'avventura di Emilio Salgari. Fu il primo, scritto nel 1909, che apre il Ciclo dei corsari delle Bermude ambientantato nell'omonimo arcipelago ai tempi della guerra di indipendenza americana (circa 100 anni dopo le avventure de Il Corsaro Nero).

## Trama
William Mac-Lellan ha subito un grave torto che ha mutato il corso della sua vita. Il marchese d'Halifax, l'arrogante e cinico fratellastro, gli ha sottratto la donna amata, Mary di Wentwort. Egli, che ha sangue francese nelle vene, ha rinnegato la sua patria adottiva (il Regno di Gran Bretagna) per vendicarsi, ponendo la sua spada e la sua nave, la Tuonante, a servizio della causa americana. Il giovane Baronetto sa, infatti, che la sua amata si trova proprio a Boston, tenuta dagli inglesi, e cinta d'assedio dagli insorti americani.
Egli lascia la sua corvetta nel porto come appoggio alle navi americane e con una lancia tenta di raggiungere il forte per liberare la fanciulla. Lo accompagnano, nell'audace impresa, due singoli personaggi: il mastro d'equipaggio Testa di Pietra, un bretone tutto d'un pezzo e rotto a tutte le astuzie, e il giovane gabbiere Piccolo Flocco. Nonostante l'infuriare dell'assedio William Mac-Lellan sa che il momento è propizio per passare inosservato.
Gli inglesi sono impegnati a respingere il nemico e a mantenere il controllo della popolazione che minaccia di sollevarsi trovandosi con poco cibo e scarsa acqua. Ma, come sempre avviene nei romanzi di Emilio Salgari, ogni progetto ha i suoi imprevisti. L'impresa, contrastata da circostanze altamente drammatiche, risospinge l'avventura salgariana in alto mare, in una guerra corsara contro navi inglesi che tentano di forzare il blocco.
Mentre gli insorti americani riescono vittoriosi (il presidio inglese di Boston è infatti costretto ad arrendersi) meno felice è l'epilogo della vicenda privata di William Mac-Lellan. Il marchese d'Halifax sembra vincere, riesce a riprendersi la fidanzata di sir William, e con la sua prigioniera scompare all'orizzonte con una veloce fregata.
Ma la battaglia finale è solo rimandata al secondo libro del ciclo: La crociera della Tuonante.

## Seguito
Le vicende successive sono narrate nel successivo romanzo salgariano, La crociera della Tuonante, che è anche l'antefatto di Straordinarie avventure di Testa di Pietra.

## Edizioni
- Emilio Salgari, I corsari delle Bermude, Salgariana, Ugo Mursia, 1974, ISBN.